# Просянская волость
Прося́нская во́лость — историческая административно-территориальная единица Старобельского уезда Харьковской губернии с центром в слободе Просяное.
По состоянию на 1885 год состояла из 3 поселений, 3 сельских общин. Население — 2458 человек (1279 мужского пола и 1179 — женского), 337 дворовых хозяйств.
|                       | Площадь, десятин | В том числе пахотной, дес. |
| --------------------- | ---------------- | -------------------------- |
| Сельских общин        | 7851             | 7380                       |
| Частной собственности | —                | —                          |
| Другой собственности  | 50               | 50                         |
| В целом               | 7901             | 7430                       |

Основные поселения волости по состоянию на 1885 год:
- Просяное — бывшая государственная слобода в 75 верстах от уездного города, 1300 человек, 175 дворовых хозяйств, православная церковь.
- Рассоховатое — бывший государственный хутор, 841 человек, 121 дворовое хозяйство.